# لين أوليفييه
لين أوليفييه (بالإنجليزية: Len Olivier)‏ هو لاعب اتحاد الرغبي جنوب أفريقي، ولد في 19 يناير 1986 في بريتوريا في جنوب أفريقيا.

## وصلات خارجية
- لين أوليفييه على موقع ItsRugby.co.uk (الإنجليزية)